# سن لورنزو (کالیفرنیا)
سن لورنزو (به انگلیسی: San Lorenzo) یک حوزه سرشماری در ایالات متحده آمریکا است که در شهرستان آلامدا، کالیفرنیا واقع شده‌است. سن لورنزو ۷٫۱۷۴ کیلومتر مربع مساحت و ۲۳٬۴۵۲ نفر جمعیت دارد و ۱۰٫۹۷ متر بالاتر از سطح دریا واقع شده‌است.